# ホンダ・S2000
S2000（エスにせん）は、本田技研工業が生産・販売していた、2シーターのオープンスポーツカーである。

## 概要
本田技研工業の創立50周年記念企画として1998年（平成10年）に発表され、翌年の1999年（平成11年）4月に発売された。ホンダとしてはS800以来28年ぶりとなるFR車である。環境性能を追求し、当時の日本国内の自動車型式指定制度においても初めて平成12年排出ガス規制適合の認可を受け、10・15モード燃費は11～12km/Lである。
かつてNSXの専用生産工場として建設された同社栃木製作所高根沢工場で1999年(平成11年）の登場時より生産されていたが、2004年（平成16年）4月にホンダの完成車一貫生産構想に基づいて同工場での生産を中止し、以降は同社鈴鹿製作所の少量車種専用ライン、TDラインへ生産を移管していた。
2006年（平成18年）の販売チャネル統合以前の取扱販売店はベルノ店。

## メカニズム

### シャシ

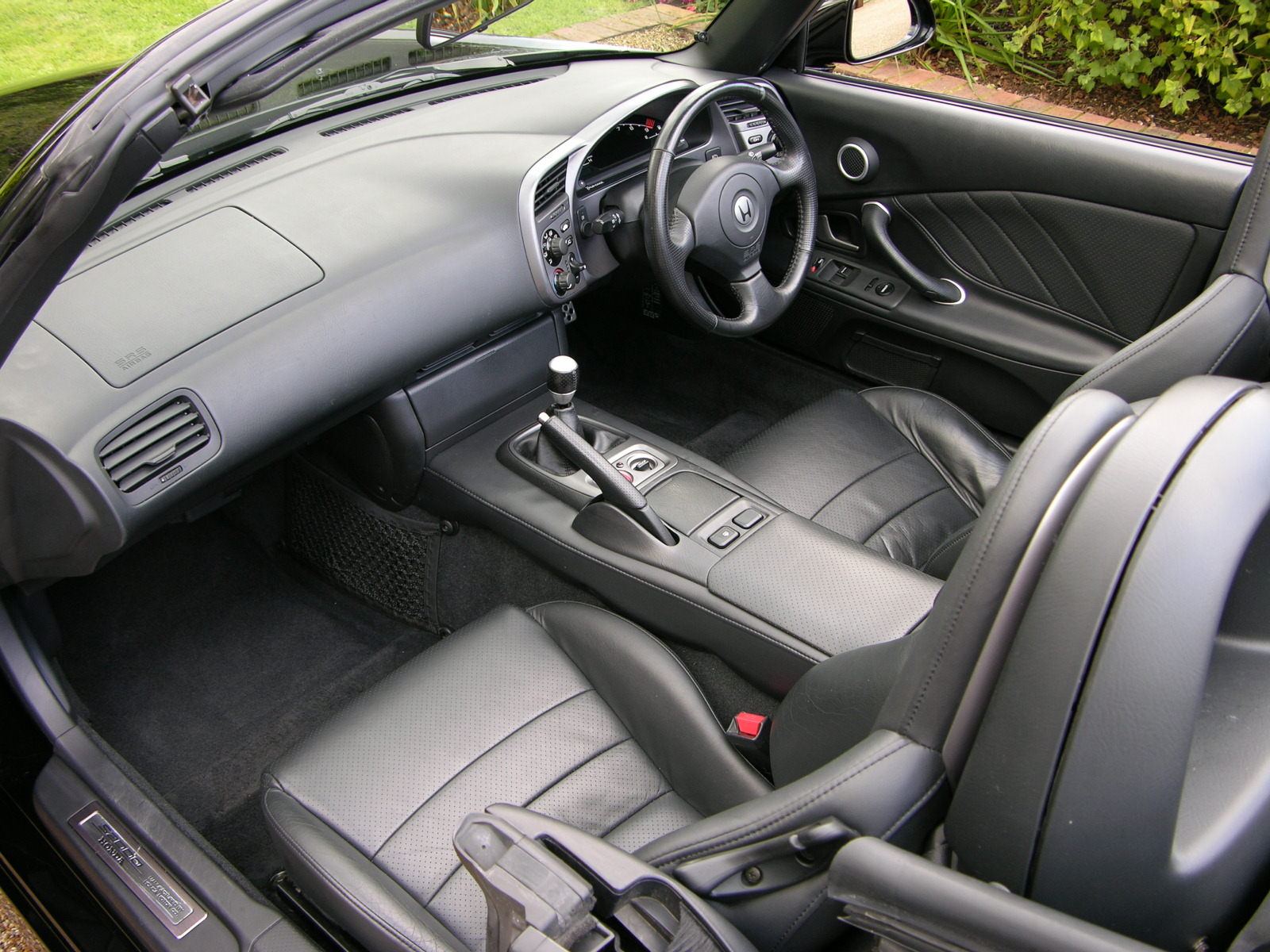
コックピット

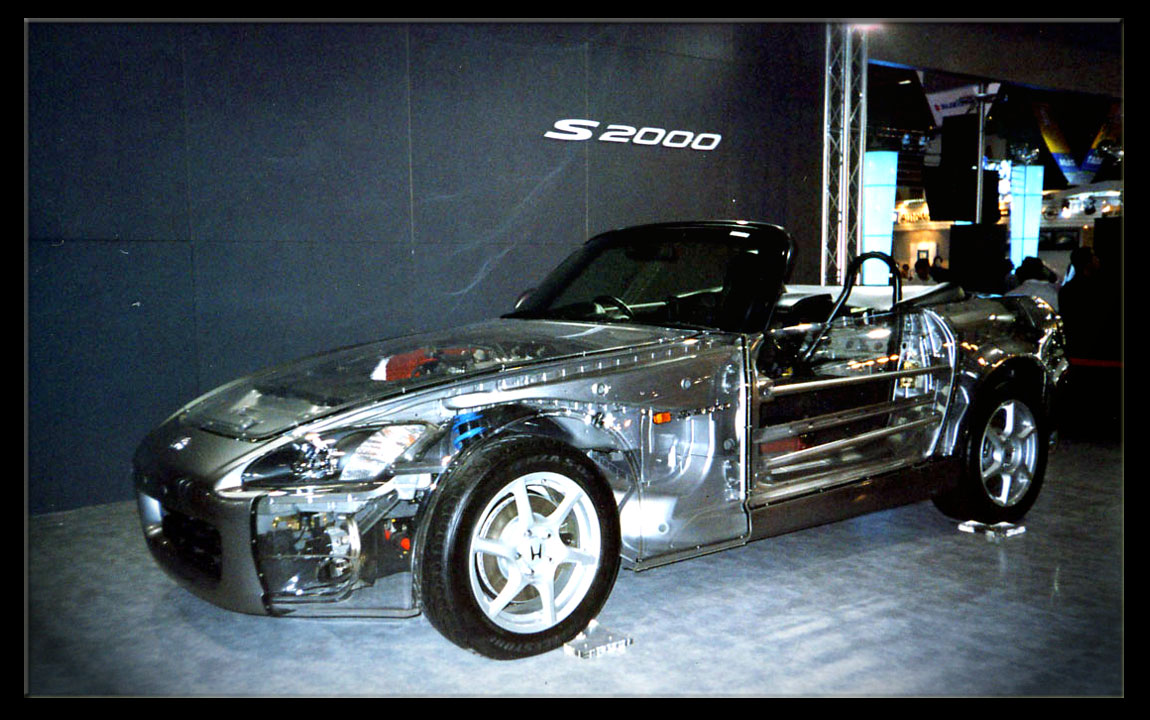
カットモデル

オープンカーでありながらスポーツカーとしての運動性能を実現するために、クローズドボディと同等以上の剛性確保を目指し、閉断面の大型フロアトンネルと前後のサイドメンバーとを水平につなぐ「ハイXボーンフレーム構造」を採用した。あわせて、フロントピラーには二重鋼管を内蔵し、乗員後方に高強度のロールバーを設置、ツインドアビームの採用などにより、乗員の傷害軽減に配慮した構造も採用した。ボンネットフードは軽量化を実現するため、アルミ製となっている。尚、トランクフードはスチール製である。

### パワートレイン

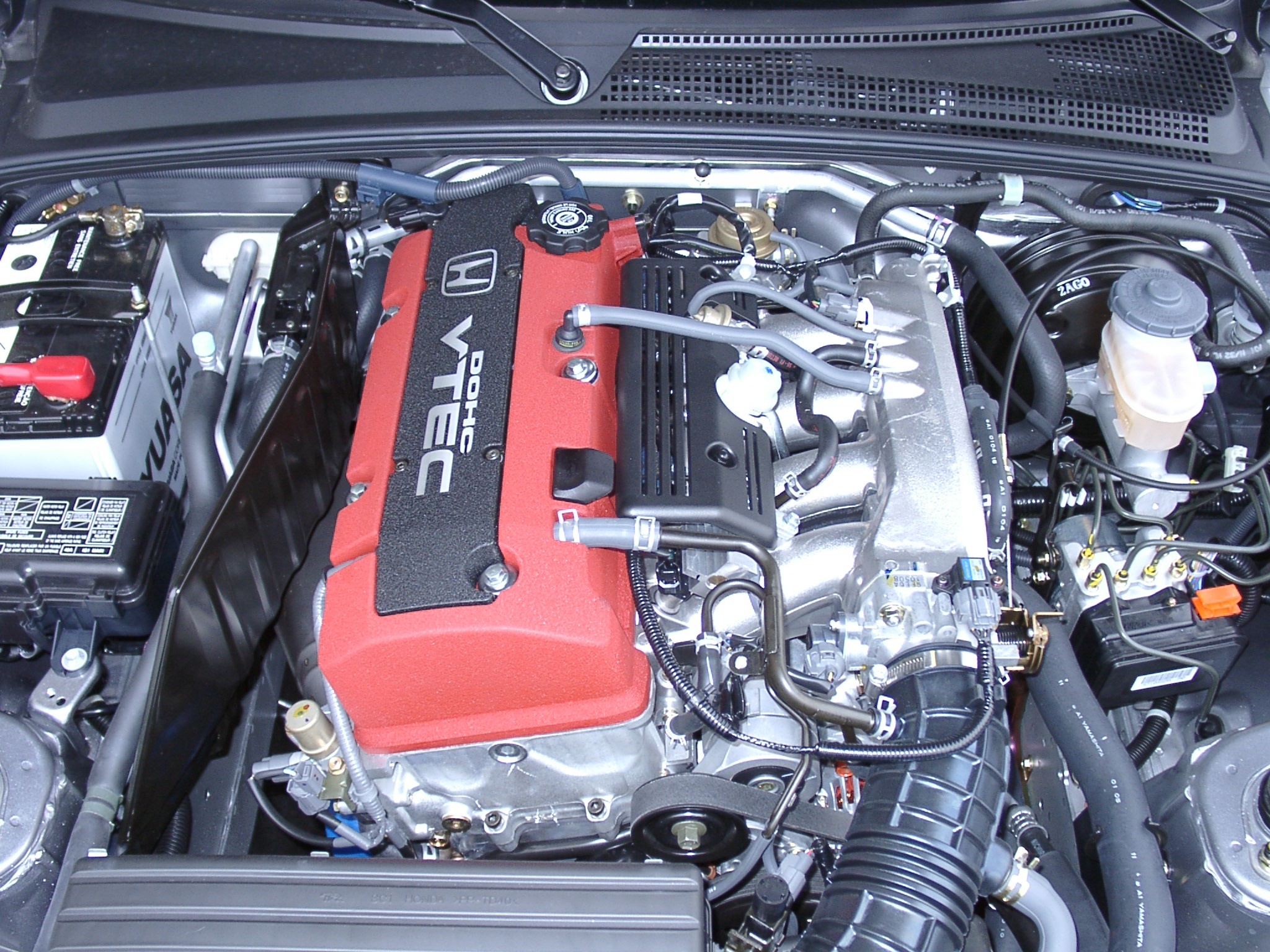
F20C型エンジン

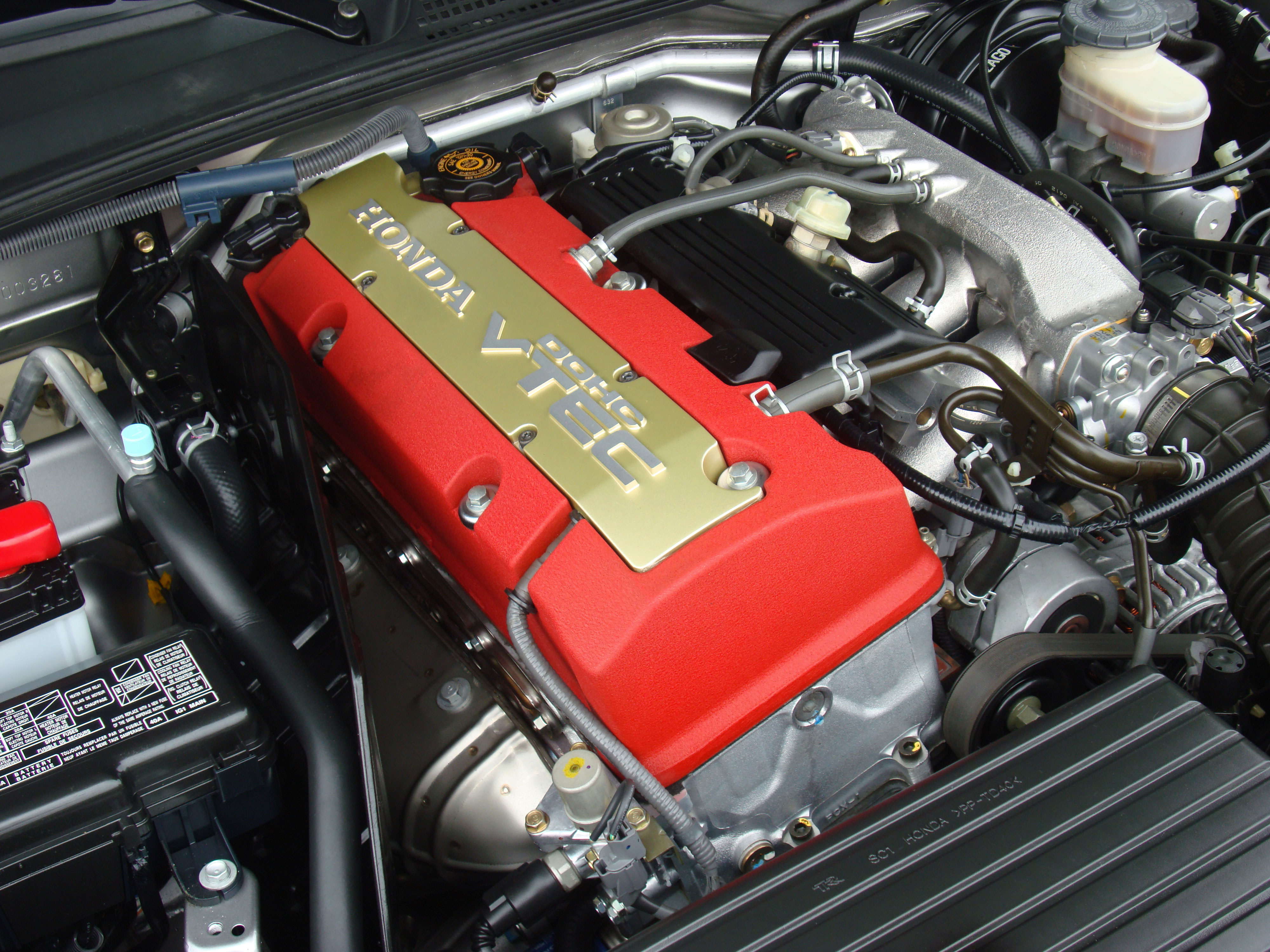
F22C型エンジン

エンジンを前車軸より後方に搭載する、いわゆるフロントミッドシップ配置（ホンダでは『FRビハインドアクスル・レイアウト』と呼称）であり、車体の前後重量バランスを50：50にすることに成功した。縦置きで搭載されるF20C型エンジンは最高出力250 PS（125 PS/L）を発生し、許容回転数は9,000 rpmである。市販車の純正状態においてこのような高回転型エンジンは稀であり、そのピストンスピードはF1エンジンにも匹敵する。これに組み合わせられる6速MTは、9,000 rpmという高回転を許容するためにホンダが独自で開発したものである。操作フィーリングの向上を目指し、36 mmという短いシフトストロークを実現している。
北米仕様車は2004年モデル以降、エンジンを2.0 LのF20C1から2.2 LのF20C2に変更した。シリンダーのボア径はそのままに、ストロークを84.0 mmから90.7 mmに延長して排気量を拡大したもので、許容回転数は8,000 rpmに下げられた。これは主に北米市場からの「乗りやすさ」を求めた要望によるもので、常用域におけるトルク増加が目的とされている。日本仕様車についても2005年11月のマイナーチェンジ時に、2.2 LのF22C型エンジンに変更された。
欧州仕様車はAP2への型式変更後も2.0 Lエンジンを搭載していたが、スロットルは2.2 LエンジンのAP2型と同様にDBW化されている。

## エンジン仕様
| 型式                        | F20C(AP1)                          | F22C(AP2)                          |
| 種類・シリンダー数          | 直列4気筒DOHC VTEC                 | 直列4気筒DOHC VTEC                 |
| シリンダー 内径×行程 mm     | 87.0×84.0                          | 87.0×90.7                          |
| 総排気量 cc                 | 1,997                              | 2,156                              |
| 圧縮比                      | 11.7                               | 11.1                               |
| 最高出力 kW (PS) /rpm       | 184 (250) /8,300                   | 178 (242) /7,800                   |
| 最高トルク N·m (kgf·m) /rpm | 218 (22.2) /7,500                  | 221 (22.5) /6,500～7,500           |
| 燃料供給装置                | ホンダ PGM-FI 電子制御燃料噴射装置 | ホンダ PGM-FI 電子制御燃料噴射装置 |
| 使用燃料・タンク容量 L      | 無鉛プレミアム・50                 | 無鉛プレミアム・50                 |
| 搭載時期                    | 1999年4月 - 2005年11月             | 2005年11月 - 2009年9月             |

## 歴史
- 1995年 - 東京モーターショーにオープンスポーツカーのコンセプトカーとしてホンダ・SSMが参考出展される。その後、反響を受けて市販化への開発に着手。開発には上原繁をはじめとしたNSX開発陣が携わった。
- 1998年10月4日 - ツインリンクもてぎで行われた、本田技研工業 創立50周年記念イベント「ありがとうフェスタinもてぎ」で、ホンダの歴代社長がパレードする車に使用され、お披露目される。
- 1999年4月15日 - 発売。1グレードのみの展開で価格は338万円。型式はAP1型。しかし、発売5日後にアメリカ合衆国で発生したコロンバイン高校銃乱射事件の影響もあり、プロモーションはすぐに終了した。
- 2000年7月14日[5] - VGS（可変ギアレシオステアリング）を装備した「タイプV」が追加された。これに伴い、サスペンションやスタビライザーを柔らかく変更。
- 2001年9月14日[6] - 初のマイナーチェンジ。内外装に新色が追加され、それらと幌色の組み合わせを選択できる「カスタムカラープラン」が導入された。同時にリアスクリーンをタイマー付き熱線入りガラスに変更し、エンジンフィールの向上、サスペンションのセッティングも見直され、先の「タイプV」と同様にスタビライザーを柔らかくし、よりマイルドな動きをするように変更された。インテリアではウインドディフレクターが標準装備となったほか、フットレストがペダル同様にアルミに、シフトノブがアルミの削りだしから本皮巻きに変更された。また、センタートンネルのカーペットの生地が毛玉になりにくい素材に変更された。
- 2002年10月[7] - 特別仕様車「ジオーレ」を設定。ゴールドピンストライプ付きの専用ボディカラーに専用タン内装を組み合わせ、内外装を充実させたモデルである。
- 2003年10月17日[8] - マイナーチェンジ。外観上はフロントバンパーの両サイドに設けられたダクトが中央寄りに配置変更され、ヘッドライトの意匠が変わり、テールランプにLEDが採用される。性能面では17インチホイールの採用に伴い、ボディ剛性の強化、サスペンションセッティングの見直しを行い、安定性を増した。また、スタビライザーも柔らかくされ、よりマイルドな乗り心地になっている。トランスミッションにカーボンシンクロナイザーを採用し、シフトフィーリングの改善が図られている。
- 2004年4月 - 高根沢工場の閉鎖に伴い、鈴鹿製作所TDラインに移行。日本国内仕様における車台番号はAP1-200番台。
- 2005年11月24日[9] - マイナーチェンジで排気量が2.2Lとなり、型式がAP2型に変更された。エンジンの最高出力は250PSから242PSに、許容回転数は9,000rpmから8,000rpmに低下したが、低中速でのトルクが向上した。スロットルボディにはDBWを採用。外観上の変更はなく、ホイールのデザイン変更に留まり、内装ではドアに設けられたサイドポケットの変更のほかに、メーターに時計と外気温表示の追加がされた。
- 2006年 - 同年モデルの北米仕様にも日本仕様と同様の改良が施され、ギア比もローレシオ化された。日本仕様には設定されなかったクルーズコントロールが設定されており、250km/hまで設定できるようになっている。
- 2007年4月4日 - ニューヨーク国際オートショーで「CR」プロトタイプを発表。「CR」とは休日などにモータースポーツを楽しむ人達を指す「クラブレーサー（Club Racer）」の略。「クラブマン」と同じ意味合いである。変更点はボディ剛性を保ちながらの40kgの軽量化と、スプリングやダンパーを中心とした足回りの強化。外観では専用のフロント・リアスポイラー、ヘッドレスト・フェアリングなどの空力部品やソフトトップに代わる脱着式のアルミ製ハードトップなど。
- 2007年10月22日[10] - AP2初のマイナーチェンジを実施し、2008年モデルとして発表。S2000では初となる電子制御システム（ABS、TCS、横滑り防止装置）のVSAが採用される。また、先に発表された北米仕様「CR」の日本国内仕様として「タイプS」が設定された。「タイプS」はサーキット走行を重視した「CR」とは異なり、日常使用でのワインディング走行を重視したモデルであり、空力面とサスペンションセッティングを煮詰め直すことで、従来の標準仕様モデルよりも高速域の安定性と操縦感を向上させている。また、「タイプS」は上原繁が本田技術研究所在職中最後に手がけた車となった。なお「タイプV」は2008年モデル移行時に廃止されている。
- 2009年1月27日 - 同年6月末に生産及び製造終了(販売は9月まで)することを発表[11]。
- 2009年8月4日 - 生産終了の発表後も注文が相次いでいたため生産を続けていたが、週内に生産を終了することを発表した[12]。その後は在庫のみの対応となる。
- 2009年9月[13] - 在庫対応分が全て完売し販売終了。これにより、再びホンダのラインナップからFR車が消滅した。
- 2020年6月-ホンダアクセスからS2000発売20周年を記念した純正アクセサリーを、1年間の期間限定で受注生産・販売を行った。

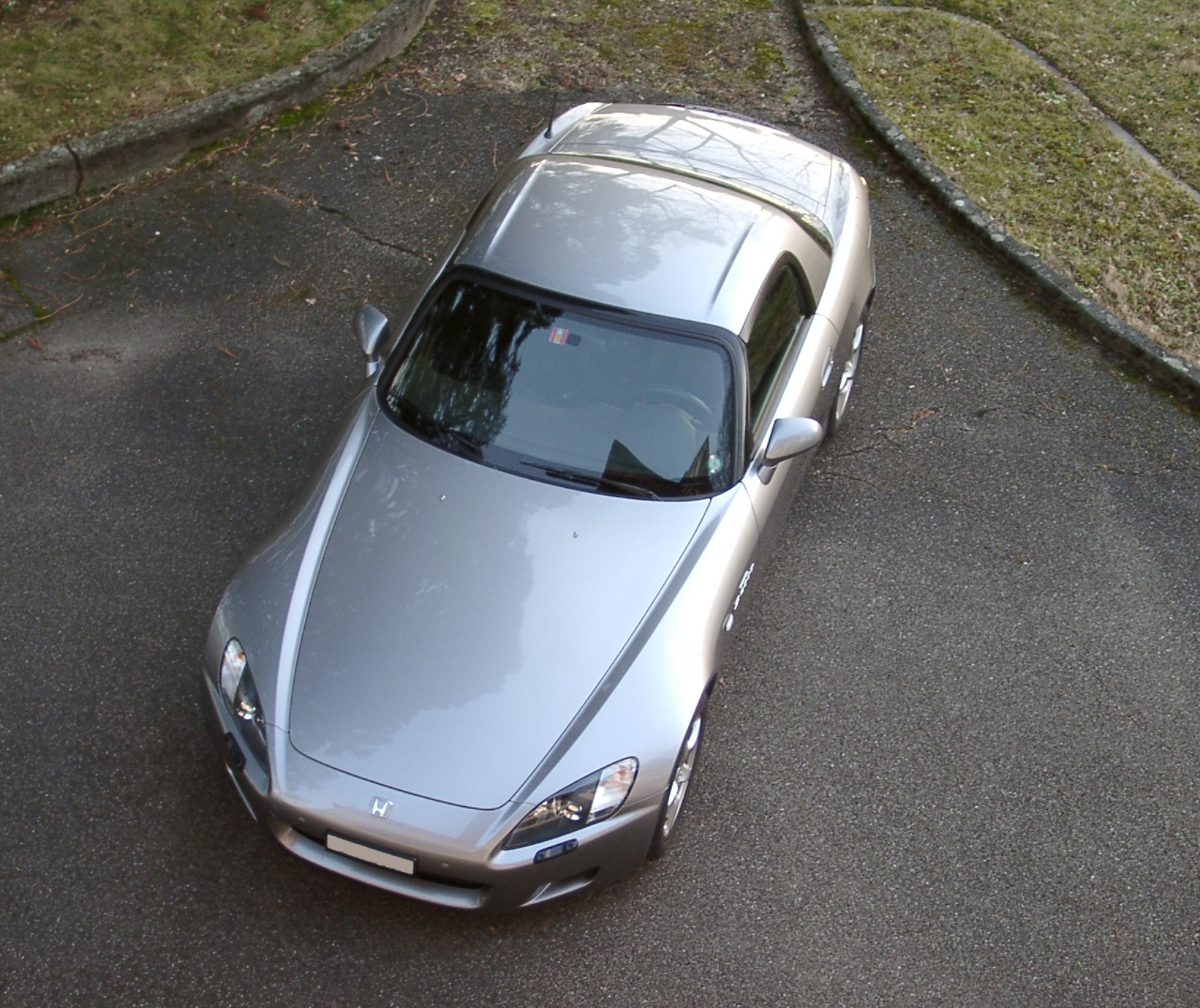
ハードトップ装着車
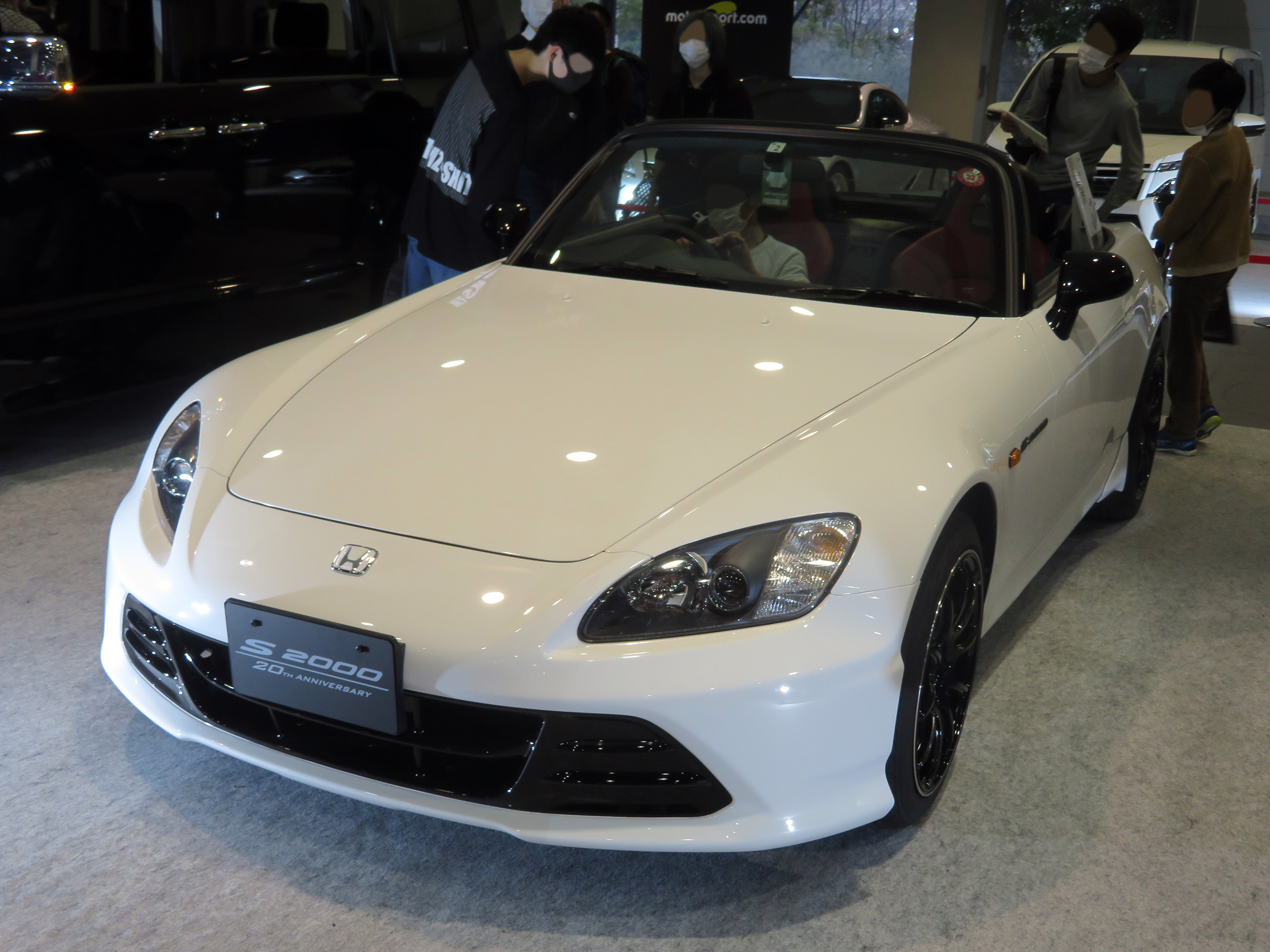
20周年記念アクセサリー装着車
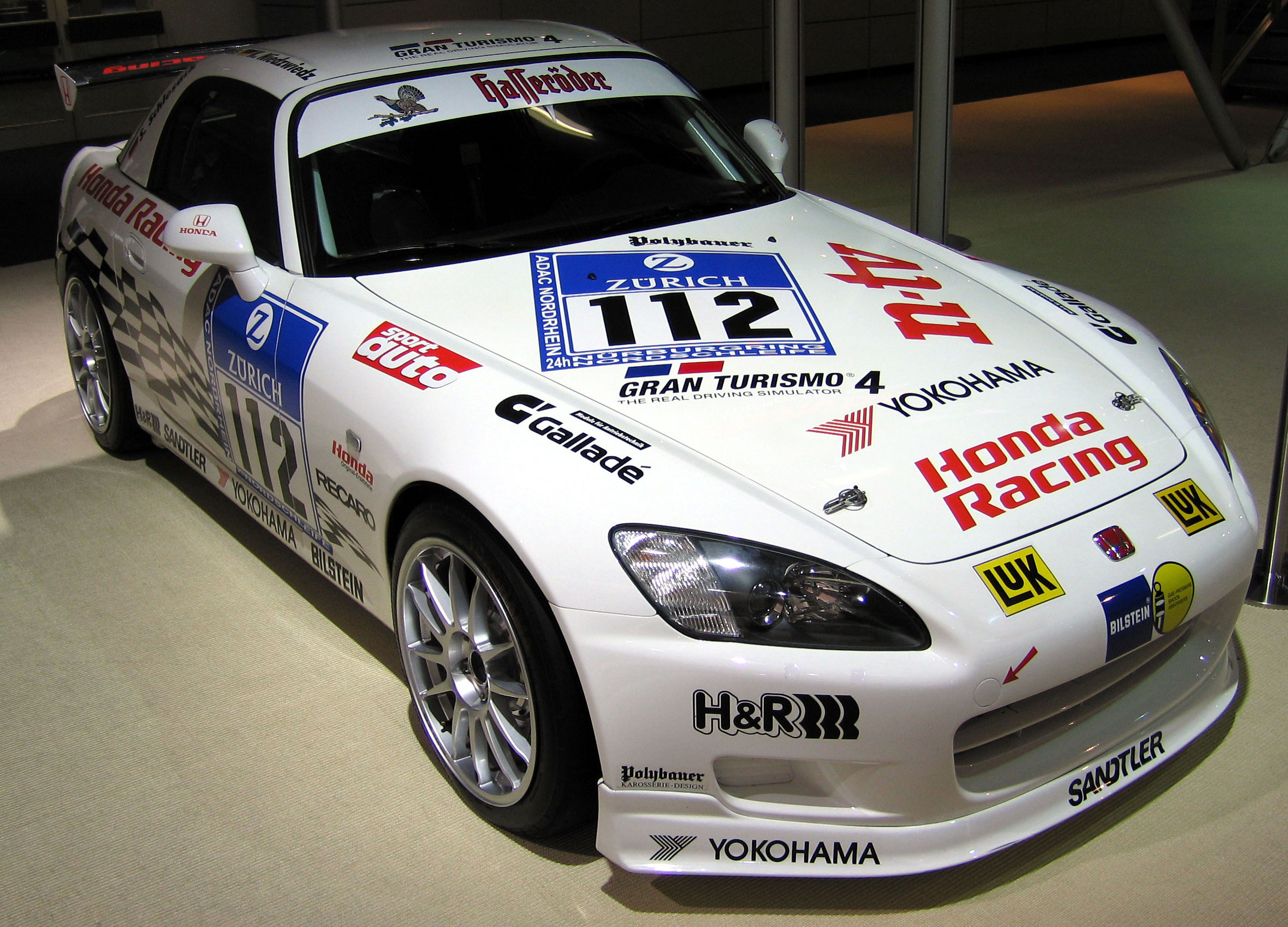
レース仕様